# Tipula (Lunatipula) annulicornuta
Tipula (Lunatipula) annulicornuta is een tweevleugelige uit de familie langpootmuggen (Tipulidae). De soort komt voor in het Palearctisch gebied.